# امین جندی
امین جُندی (به عربی: أمین الجُندي) فقیه، ادیب و شاعر سوری در سدهٔ نوزدهم میلادی بود. 

## زندگی و آثار
«امین بن محمد بن عبدالوهاب بن اسحاق بن عبدالرحمان، جندی عباسی» در معرة النعمان زاده شد و پرورش یافت. به حلب کوچید و از گروهی علما مانند عبدالرحمان مدرس و محمود مرعشی فراگرفت. سپس به حمص سفر کرد و بعد از آن، به زادگاهش بازگشت و متولی افتای آنجا شد. در دمشق ساکن شد و افتای آن را نیز برعهده گرفت. همان‌جا در اواخر محرم ۱۲۹۵ق درگذشت. منظومة فی أسماء أهل بدر، دیوان شعر، شرح رسالهٔ شیخ رسلان دمشقی در تصوف و فتاوا از آثار اوست.